# Austrália-Turquia em futebol
Este é o histórico dos resultados dos confrontos de futebol entre Austrália e Turquia:

## Masculino

### Seleção principal
Essas foram as partidas entre as seleções prinicipais:
| Nª | Data               | Cidade    | País      | Mandante  | Placar | Visitante | Competição       | Referências |
| -- | ------------------ | --------- | --------- | --------- | ------ | --------- | ---------------- | ----------- |
| 1  | 21 de maio de 2004 | Sydney    | Austrália | Australia | 1 – 3  | Turquia   | Partida amistosa | [ 2 ]       |
| 2  | 24 de maio de 2004 | Melbourne | Austrália | Australia | 0 – 1  | Turquia   | Partida amistosa | [ 3 ]       |

## Estatísticas
- Atualizado até 30 de outubro de 2018 [1]

| Equipe    | Jogos | Vitórias | Empates | Gols marcados |
| --------- | ----- | -------- | ------- | ------------- |
| Austrália | 2     | 0        | 0       | 1             |
| Turquia   | 2     | 2        | 0       | 4             |

### Números por competição
| Competição    | Jogos | Vitórias da Austrália | Empates | Vitórias da Turquia | Gols da Austrália | Gols da Turquia |
| ------------- | ----- | --------------------- | ------- | ------------------- | ----------------- | --------------- |
| Jogo Amistoso | 1     | 0                     | 0       | 1                   | 0                 | 1               |

### Artilheiros
- Atualizado até 30 de outubro de 2014

| Gols   | Austrália       | Turquia                  |
| ------ | --------------- | ------------------------ |
| 2 gols | -               | Hakan Şükür              |
| 1 gol  | Marco Bresciano | Nihat Kahveci, Ümit Özat |
| Total  | 1               | 4                        |

### Seleção Sub-17
Essas foram entre as seleções sub-17 masculinas:
| Nª | Data               | Cidade | País | Mandante | Placar | Visitante | Competição                        | Referências |
| -- | ------------------ | ------ | ---- | -------- | ------ | --------- | --------------------------------- | ----------- |
| 1  | 21 de maio de 2004 | Lima   | Peru | Turquia  | 1 – 0  | Austrália | Copa do Mundo FIFA Sub-17 de 2005 | [ 4 ]       |

### Estatísticas de Sub-17
| Equipe    | Jogos | Vitórias | Empates | Gols marcados |
| --------- | ----- | -------- | ------- | ------------- |
| Austrália | 1     | 0        | 0       | 0             |
| Turquia   | 1     | 1        | 0       | 1             |

### Números por competição de Sub-17
| Competição    | Jogos | Vitórias da Austrália | Empates | Vitórias da Turquia | Gols da Austrália | Gols da Turquia |
| ------------- | ----- | --------------------- | ------- | ------------------- | ----------------- | --------------- |
| Jogo Amistoso | 1     | 0                     | 0       | 1                   | 0                 | 1               |

## Feminina

### Seleção Feminina
Nunca houve confronto entre as duas seleções femininas.